# Mey-Generalbau-Arena
Die Mey-Generalbau-Arena (bis 2024: Sparkassen-Arena) ist eine Großsporthalle in der baden-württembergischen Stadt Balingen.
Die Halle wird hauptsächlich für Handballspiele verschiedener Mannschaften des HBW Balingen-Weilstetten genutzt.

## Lage
Die Mey-Generalbau-Arena liegt im Süden der Kernstadt Balingens direkt an der Kreuzung der Bundesstraßen 27 und 463. Im unmittelbaren Umfeld liegt das Balinger Messegelände und die volksbankmesse. Südwestlich direkt anschließend an die Halle befindet sich der Parkplatz des Messegeländes, welcher zugleich als Parkplatz für Veranstaltungen in der Mey-Generalbau-Arena dient.

## Beschreibung
Die Mey-Generalbau-Arena hat eine Grundfläche von 54 m × 54 m und eine Bodenfläche von 45 m × 32 m. Sie bietet 1540 Sitz- und rund 900 Stehplätze und kann mit Rollvorhängen in zwei oder drei Teile getrennt werden.

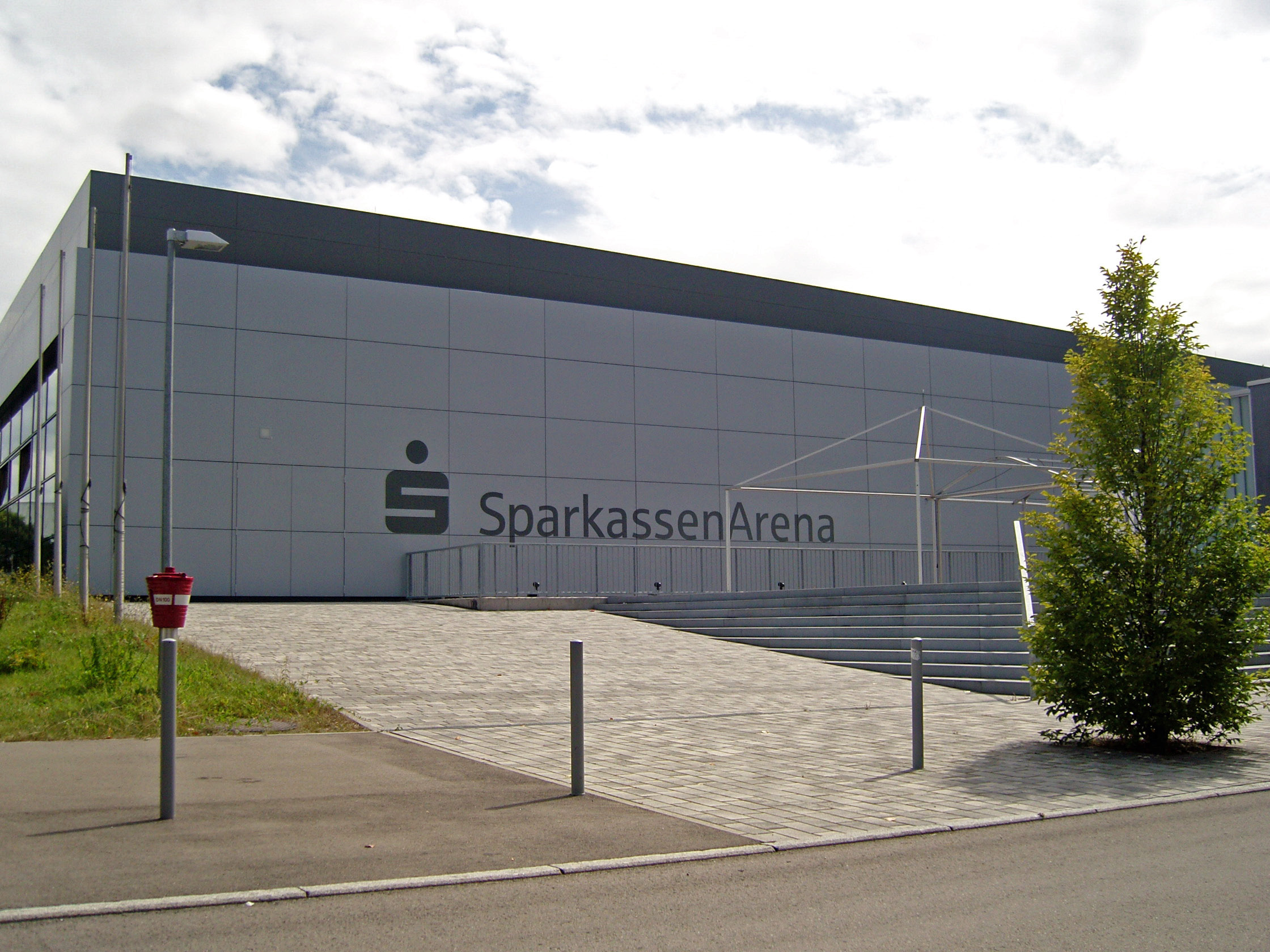
Sparkassen-Arena vor der Umbenennung
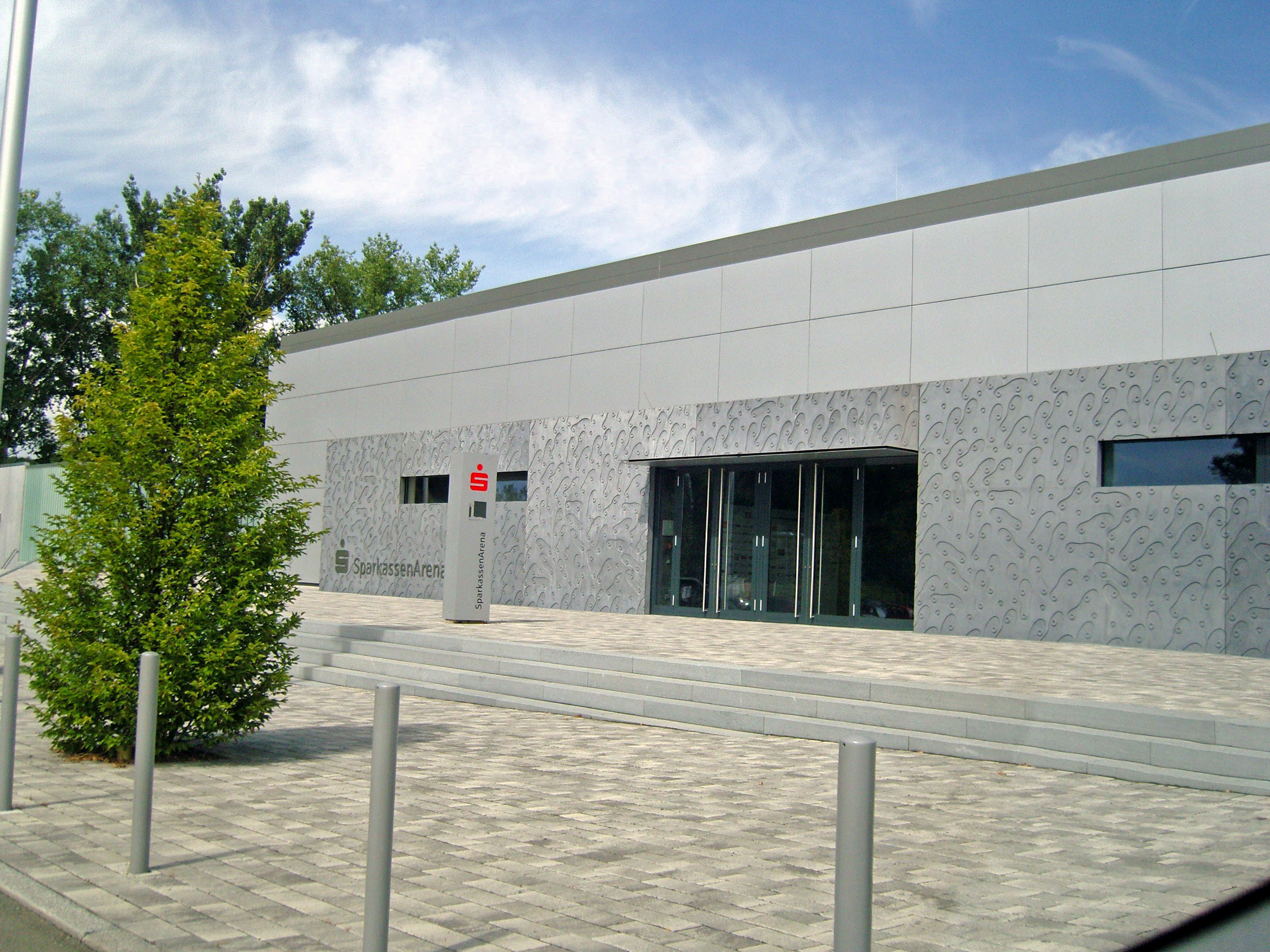
Haupteingang

## Geschichte
Der Bau der Halle begann am 13. April 2006 und wurde nach einer Bauzeit von zehn Monaten abgeschlossen. Unter dem Namen SparkassenArena wurde sie am 2. Dezember 2006 eröffnet. Ab der Eröffnung bis zum Ende der Saison 2016/17 spielte der HBW Balingen-Weilstetten in der Handball-Bundesliga. Die Halle zählte stets zu den kleinsten Hallen in der Handball-Bundesliga. Durch den Abstieg des HBW fanden in den beiden darauffolgenden Jahren Spiele der 2. Handball-Bundesliga in der Sparkassen-Arena statt.
Während der Saison 2018/19 wurden Pläne seitens des HBW Balingen-Weilstetten über einen Neubau erörtert. Nachdem die notwendige Förderung durch das Land Baden-Württemberg nicht bewilligt wurde, wurden die Pläne verworfen.
Nach einigen Auf- und Abstiegen des HBW war die Halle in den Saisons 2019/20 bis 2021/22 sowie in der Saison 2023/24 Spielstätte der Handball-Bundesliga, in den Saisons 2022/23 und seit der Saison 2024/25 der 2. Handball-Bundesliga.
Der Namenssponsoringvertrag mit der Sparkasse Zollernalb wurde nach über 18 Jahren nicht verlängert und lief zum 31. Dezember 2024 aus. Seit dem 1. Januar 2025 heißt die Halle Mey Generalbau Arena.

## Nutzung
Seit 2006 ist der HBW Balingen-Weilstetten der Hauptnutzer der Mey-Generalbau-Arena. Neben der ersten Mannschaft spielt und trainiert auch die zweite Mannschaft in der Halle. Während Umbauphasen anderer Balinger Hallen fand unter anderem auch der Jugendspielbetrieb der JSG Balingen-Weilstetten in der Mey-Generalbau-Arena statt.
Die TSG Balingen Fußball nutzt die Halle jährlich zwischen Weihnachten und Neujahr für den Sparkassen-Indoor-Cup.